# Asso99
Die Asso 99 ist eine Rennyacht. Das 10 m lange Boot ist für die Verhältnisse auf europäischen Binnengewässern konstruiert. Die Regattabesatzung beträgt sechs Personen, davon drei Crewmitglieder im Trapez.
Die Asso 99 ist ein Kielboot mit einem flachen, jollenartigen Unterwasserschiff und einem hohen 7⁄8-Rigg mit doppelten Backstagen. Um die Asso 99 optimal schnell zu segeln, müssen drei Crew-Mitglieder ins Trapez steigen. Das Boot ist durch den Ballastanteil von 45 % kentersicher.
Das Segelverhalten bei mehr Wind entspricht dem einer Jolle beim Gleiten – unter Spinnaker erreicht sie in der Gleitphase über 20 Knoten. 
Das Boot kommt raumschots ab etwa 3 Beaufort ins Gleiten.
Das Segelverhalten der Asso ist bei Leichtwind gutmütig. Mit einer professionellen Crew ist die Asso 99 auch bei sehr viel Wind noch gut zu kontrollieren, da der Winddruck schnell in Geschwindigkeit umgesetzt wird. So gewann eine Asso die Centomiglia auf dem Gardasee bei Windstärken bis zu 10 Beaufort.
Die internationale Klassenvereinigung ist sehr aktiv. Jährlich werden mehrere Regatten auf Binnenseerevieren in Italien, Ungarn, der Schweiz und Deutschland ausgetragen.
Die Klasse Asso 99 ist in Österreich mit 10, in Deutschland mit ca. 30, in der Schweiz mit ca. 15, in Ungarn mit 21 und in Italien mit ca. 80 Booten vertreten.

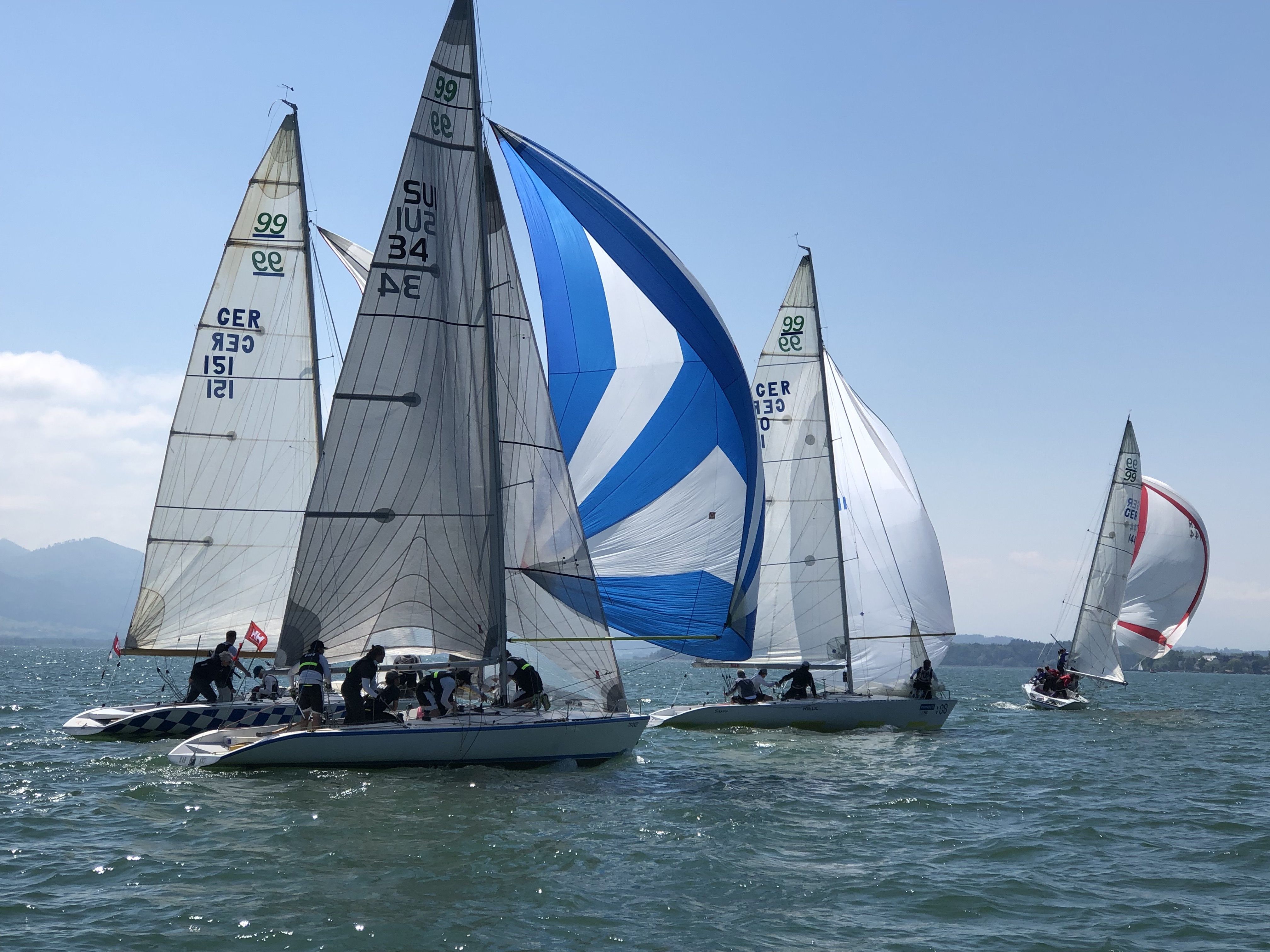
Asso 99 Klassenregatta am Chiemsee 2018

Es gibt zahlreiche modifizierte Asso 99 mit Top-Spinnaker bis zu 120 m² Segelfläche, Code 0 (große Leichtwind-Genua) oder Gennaker. Mit Auslegern statt Trapez ist es möglich, das Boot nach Dansk Handicap zu vermessen und an küstennahen Seeregatten wie dem Fyn Cup (Rund Fünen/Dänemark) teilzunehmen. Seit 2017 existiert für die Asso99 eine ORC Vermessung, die es ermöglicht, ohne jedwede Modifikation an den meisten Regatten in küstennahen Gewässern teilzunehmen.